# Caspi guitarra
La caspi guitarra (del quichua kaspi, 'palo' y de 'guitarra') o guitarra de palo es un instrumento reinventado por Elpidio Herrera.

## Historia
La caspi guitarra era un palo, con cuerdas de tripa y una de metal (llamada la sonadora porque resaltaba sobre las demás) que se vendía en el almacén de Villa Atamisqui.
Buscando revivir este instrumento perdido en el tiempo, Elpidio consigue una tabla de madera y un diapasón de cuerdas de metal. Se basaba en que en aquel tiempo a la gente que no podía comprar una guitarra, no le interesaba la forma, sólo que sonara.
Gracias a esta reinvención, terminó por desarrollar la sachaguitarra.